# Bodenwerder

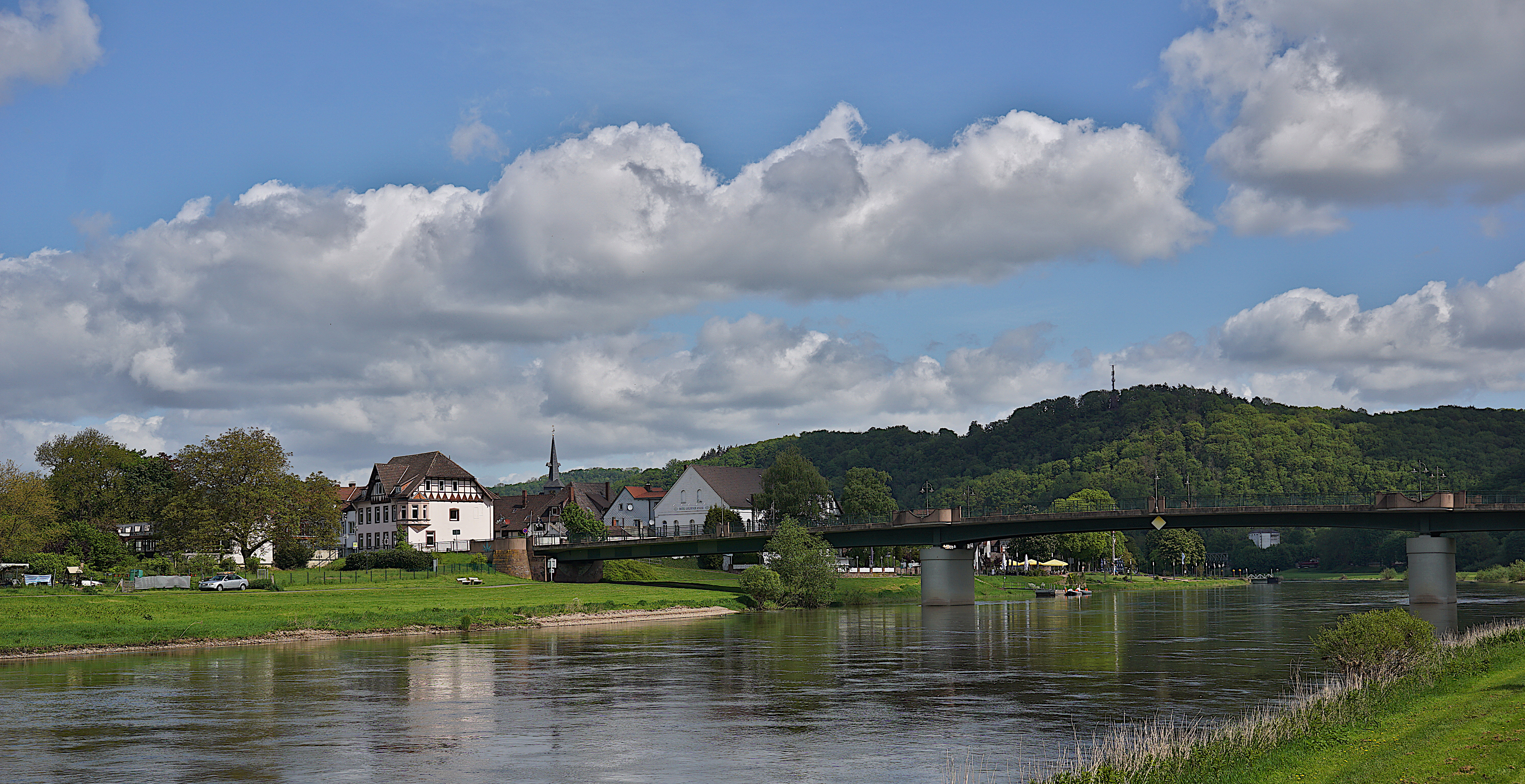
Altstadt von Bodenwerder von Südosten aus

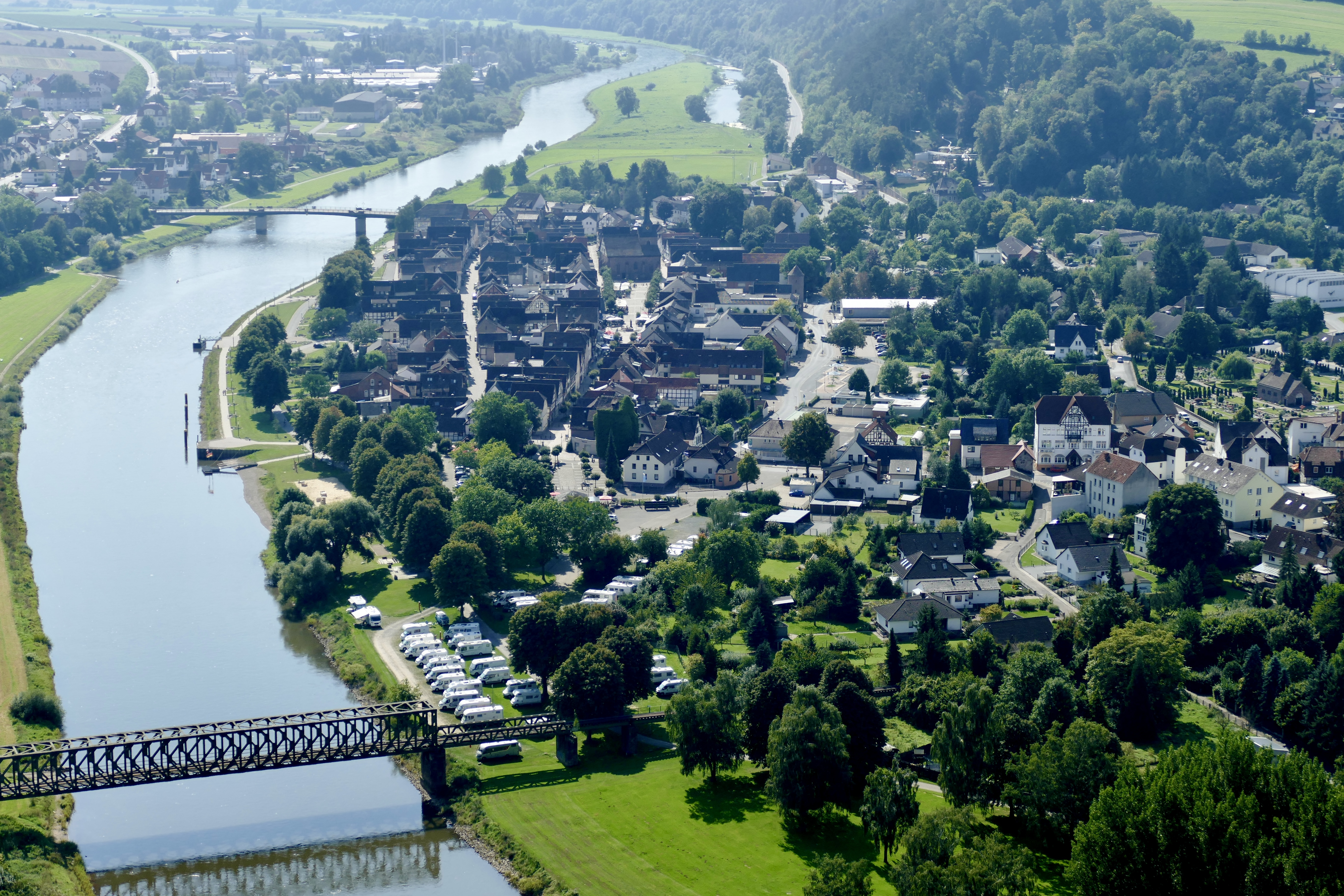
Luftbild von Bodenwerder

Bodenwerder ist eine Stadt im Landkreis Holzminden. Sie ist der Geburtsort und langjährige Wohnsitz des „Lügenbarons“ Hieronymus Carl Friedrich Freiherr von Münchhausen und trägt deshalb seit dem 25. Oktober 2013 den amtlichen Namenszusatz „Münchhausenstadt“. Die Stadt Bodenwerder ist Mitgliedsgemeinde und Sitz der Samtgemeinde Bodenwerder-Polle. Bis Ende 2010 hatte die Stadt den Status „Staatlich anerkannter Luftkurort“, seit 2011 „Staatlich anerkannter Erholungsort“.

## Geographie

### Lage
Die Stadt liegt zwischen Hameln und Holzminden an der Oberweser. Südöstlich davon liegt der Vogler. Bei Bodenwerder mündet die Lenne in die Weser.

### Stadtgliederung
- Bodenwerder (Kernstadt)
- Buchhagen
- Kemnade
- Linse
- Rühle

## Geschichte
In der Nähe des Klosters Kemnade entstand nach 960 n. Chr. auf einer Weserinsel gegenüber der Lennemündung eine Marktsiedlung mit Namen Insula (Werder, im ursprünglichen Sinne einer Insel in einem Fluss).
Im Jahre 1245 kaufte Ritter Heinrich II. von Homburg vom Kloster Corvey die Siedlung und gab ihr am 29. Januar 1287 die Stadtrechte. Erste Erwähnung von „consules“ erfolgte 1284. 1289 existierte bereits eine wichtige Brücke über die Weser, die eine Verbindung zwischen den damaligen Hauptverkehrswegen zwischen Hameln–Paderborn und Einbeck–Frankfurt am Main herstellte. Um 1340 entstand durch grundherrlichen Akt eines der Homburger Bodonen eine planmäßig erbaute Anlage mit Mauern und Türmen, daher die Ableitung zum heutigen Stadtnamen aus „Bodonis insula“, „Insel des Bodo“: „Bodenwerder“. Nach dem Aussterben der Homburger 1409 gehörte die Stadt zum Herzogtum Braunschweig-Lüneburg, 1521 dann nach der Hildesheimer Stiftsfehde zum Fürstentum Calenberg unter Erich I.
Ab 1418 erwarb die Stadt umfangreichen Forstbesitz im Vogler. Im Jahre 1442 wurde die Familie von Hake mit Besitzanteilen in Bodenwerder belehnt, ihr Amts- oder Wohnhaus war vermutlich der heute Schulenburg genannte Freie Sattelhof. Zwischen 1460 und 1470 wurde die gotische Pfarrkirche St. Nikolai als dreischiffige Hallenkirche erbaut. Im Glockenturm befindet sich noch heute eine Glocke von 1471. In den Jahren 1542 und 1543 wurde die Reformation eingeführt. In der Kirche befindet sich ein Taufstein von 1608. In den Jahren 1899 und 1900 wurde im Süden der Kirche ein neuer Chorraum geschaffen, 1960/62 erfolgte eine einschneidende Umgestaltung des Kirchenraumes mit Inventarien.

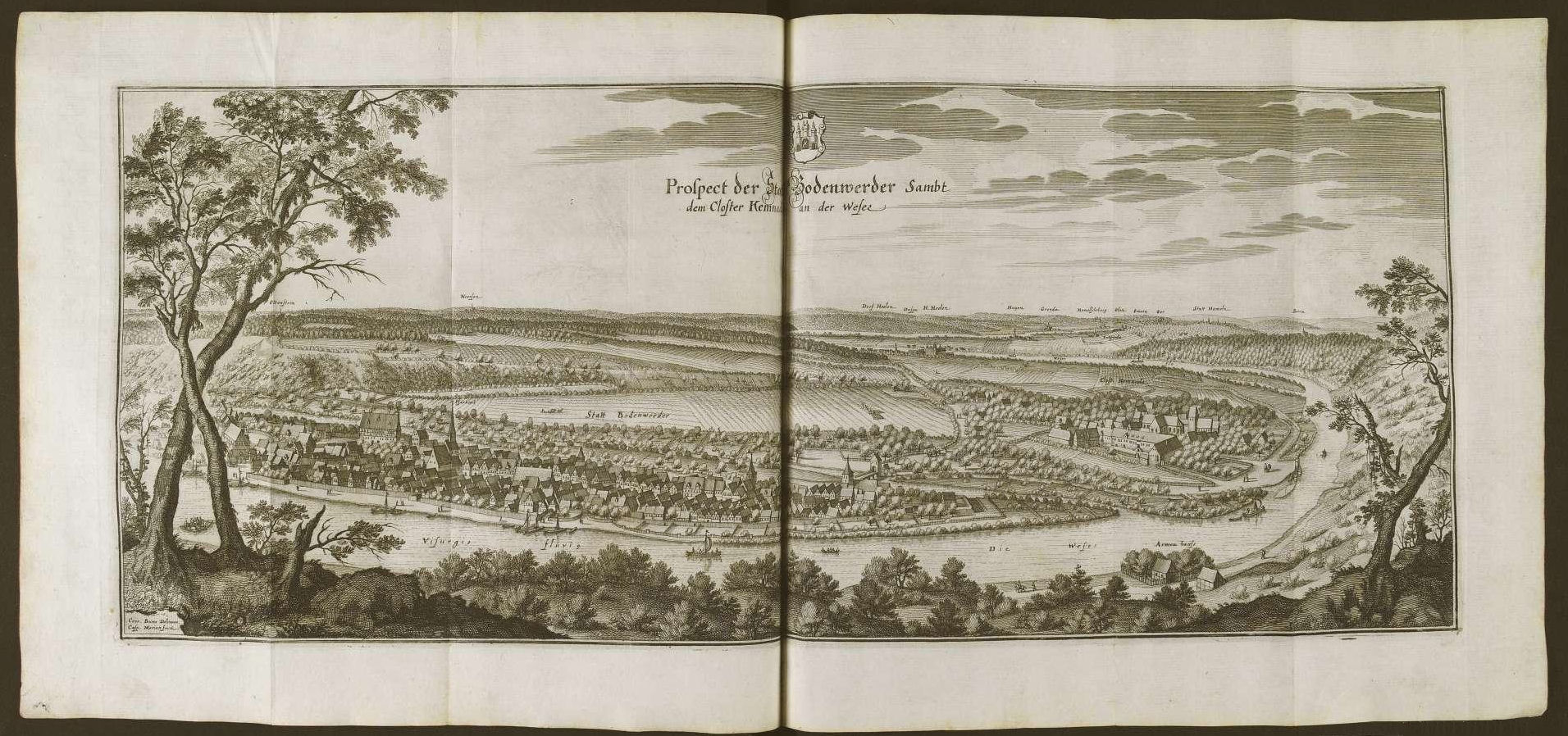
Merian-Stich von Bodenwerder, um 1654

Statius von Münchhausen (1555–1633), ein Sohn des zu großem Reichtum gekommenen Feldobristen und Söldnerführers Hilmar von Münchhausen (1512–1573), ließ das Herrenhaus erbauen. Er bewohnte jedoch vorwiegend die von ihm ebenfalls errichteten, bedeutenden Schlösser Bevern und Leitzkau. Einen Bodenwerder ähnlichen Amtssitz erbaute er in Bolzum.
Beim Weserhochwasser 1641 stand die Innenstadt etwa drei Meter hoch unter Wasser. Die Hochwassermarke an der Stadtkirche zeugt davon.
Einer seiner Nachfahren war Hieronymus Carl Friedrich von Münchhausen, Offizier in russischen Diensten, der sich 1750 auf sein Gut in Bodenwerder zurückzog und dort Freunden seine phantasievoll ausgeschmückten Jagd- und Soldatenabenteuer erzählte, die gegen seinen ausdrücklichen Willen von Anderen, vor allem von Rudolf Erich Raspe, dann auch von Gottfried August Bürger, als „Lügengeschichten“ erweitert und veröffentlicht wurden. Von 1807 bis 1813 gehörte die Stadt mit dem Kanton Bodenwerder zum Königreich Westphalen; von 1807 bis 1810 im Distrikt Höxter des Departements der Fulda und von 1810 bis 1813 im Distrikt Rinteln des Departements der Leine.

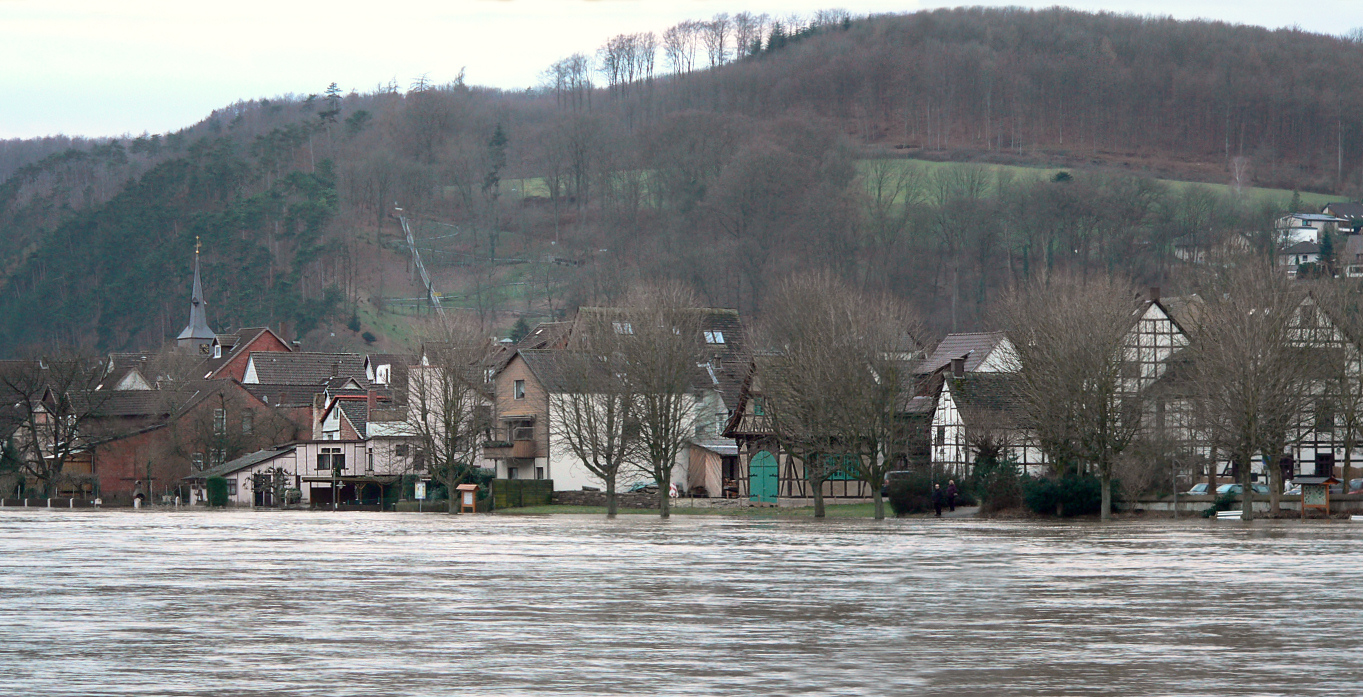
Bodenwerder bei Hochwasser der Weser, 2011

Im Jahre 1935 erwarb die Stadt das Herrenhaus des 1797 verstorbenen Barons Münchhausen und nutzt es bis heute als Rathaus. Sie integrierte ein zu besichtigendes Erinnerungszimmer für den berühmtesten Sohn der Stadt.
Bodenwerder gehörte zu dieser Zeit zum Kurfürstentum Hannover (ab 1814 Königreich Hannover). Mit der Annexion Hannovers 1866 kam auch die Stadt Bodenwerder zu Preußen. Im Deutsch-Französischen Krieg von 1870/71 fielen zwei Männer, deren Andenken in einem Kriegerdenkmal gewahrt wird.
Im Jahr 1886 wurde eine jodhaltige Solequelle erbohrt.
Während der Industrialisierung siedelten sich Binnenschiffswerften (darunter die Arminiuswerft) und Baustoffindustrien (unter anderem ab 1946 die Vereinigten Baustoffwerke Bodenwerder, ab 1961 bekannt mit der Weltmarke Rigips) an.

### Religionen
In Bodenwerder gibt es eine evangelisch-lutherische Gemeinde mit zwei sehr alten Kirchen, der Stadtkirche St. Nicolai Bodenwerder und der Klosterkirche St. Marien in Kemnade. Weiter gibt es dort die römisch-katholische Pfarrei St. Maria Königin. Daneben existiert eine neuapostolische Kirchengemeinde. Außerdem gibt es eine freie evangelische Gemeinde mit dem Namen Generation Church – Kirche für alle Generationen.
Im Ortsteil Buchhagen befindet sich das kleine abgelegene, gebäudemäßig noch im Aufbau begriffene orthodoxe Dreifaltigkeitskloster. Es existiert seit Anfang der 1990er Jahre und ist das erste deutsche orthodoxe Kloster. Formal (kirchenrechtlich) untersteht es der Metropolie der bulgarisch-orthodoxen Diözese von West- und Mitteleuropa.

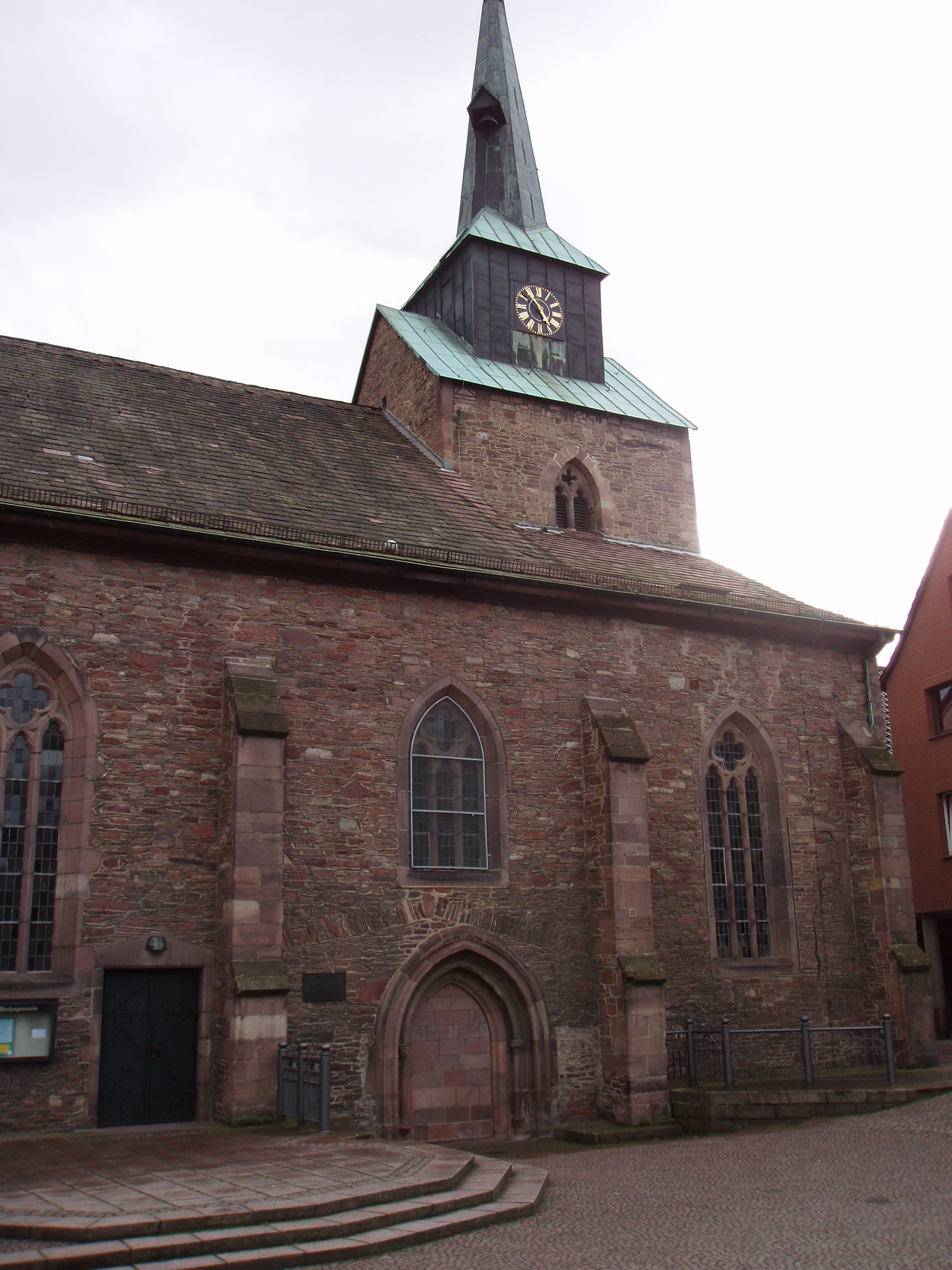
Evangelische Stadtkirche St. Nicolai
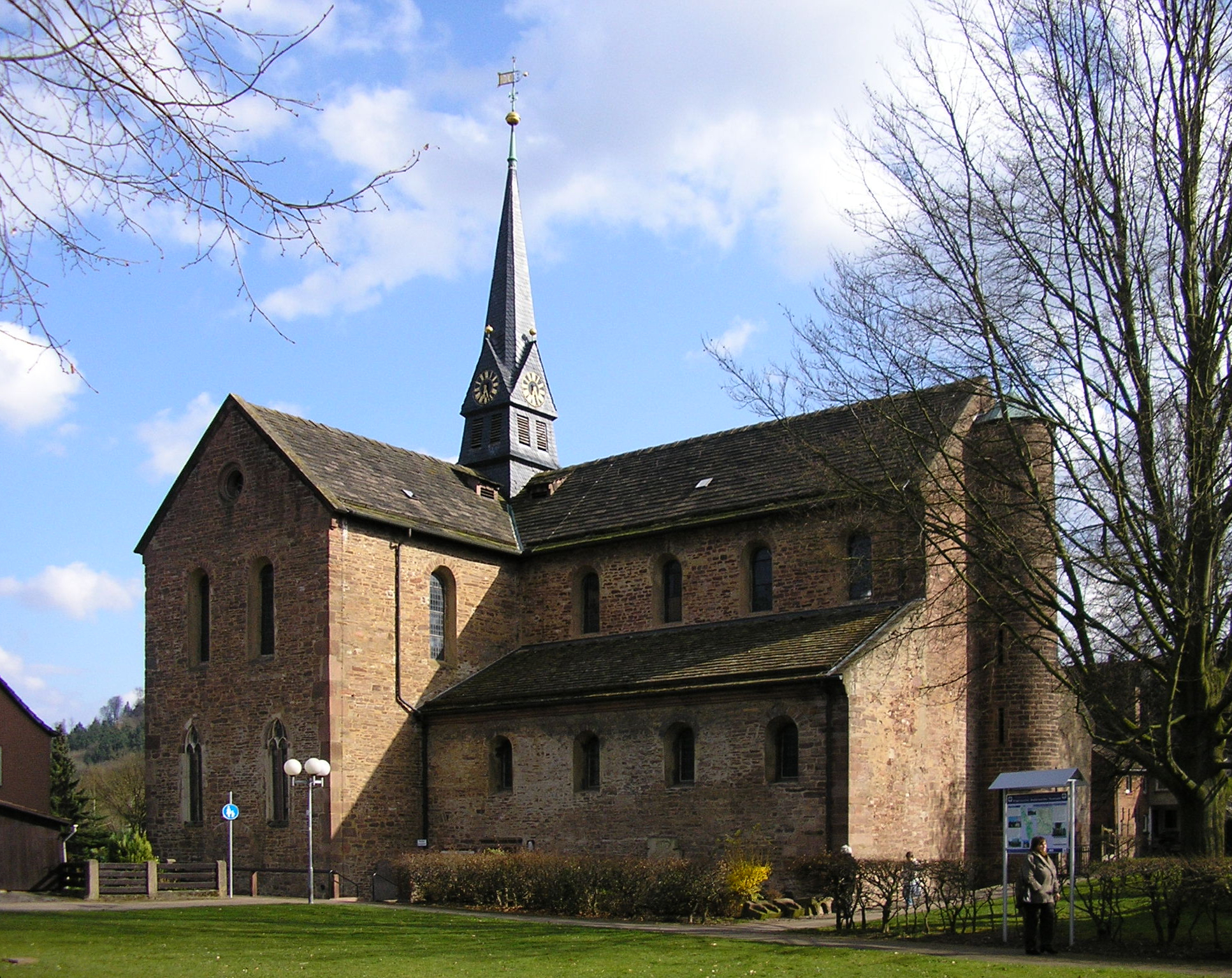
Ehem. Stiftskirche St. Marien Kemnade
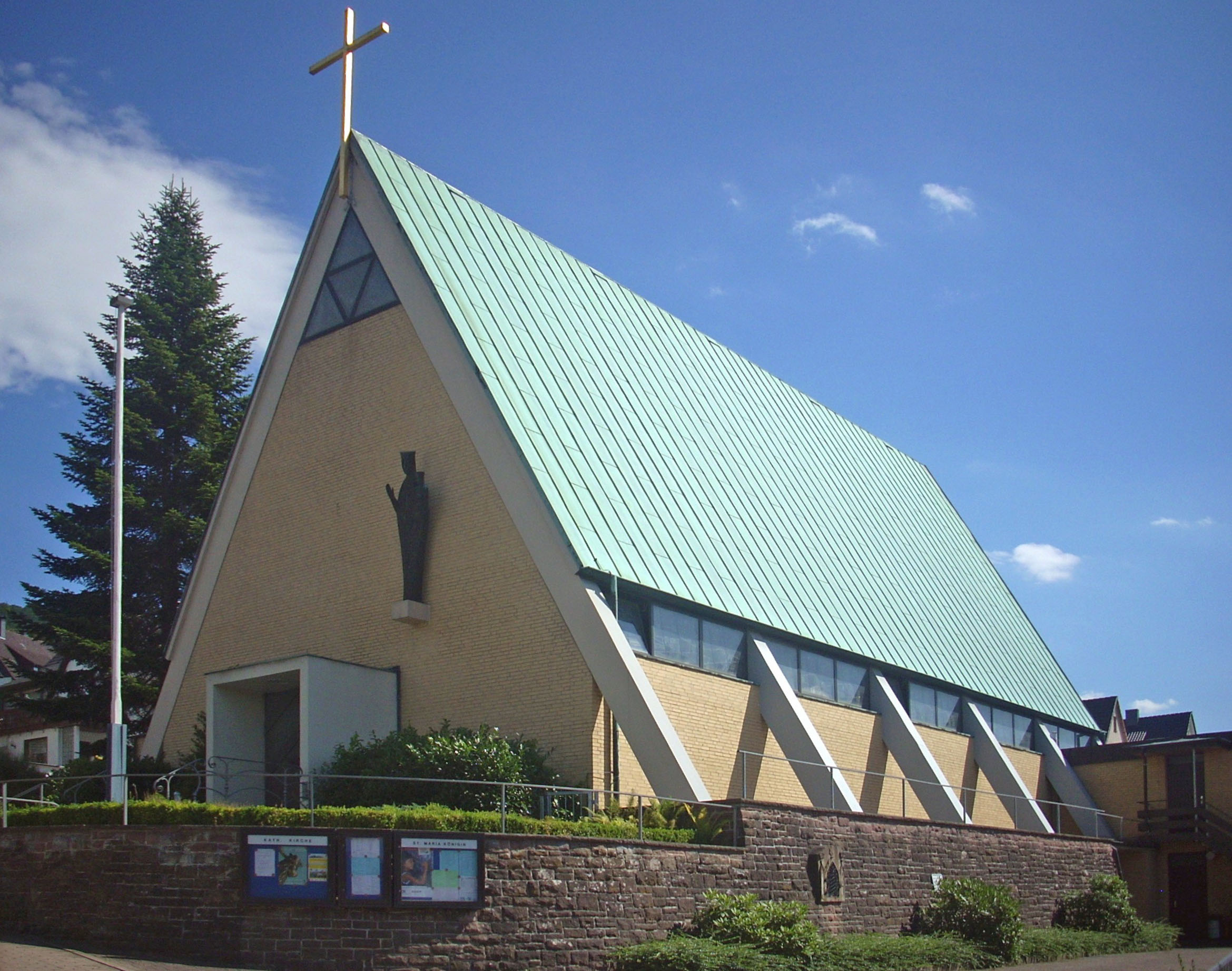
Katholische Kirche Maria Königin
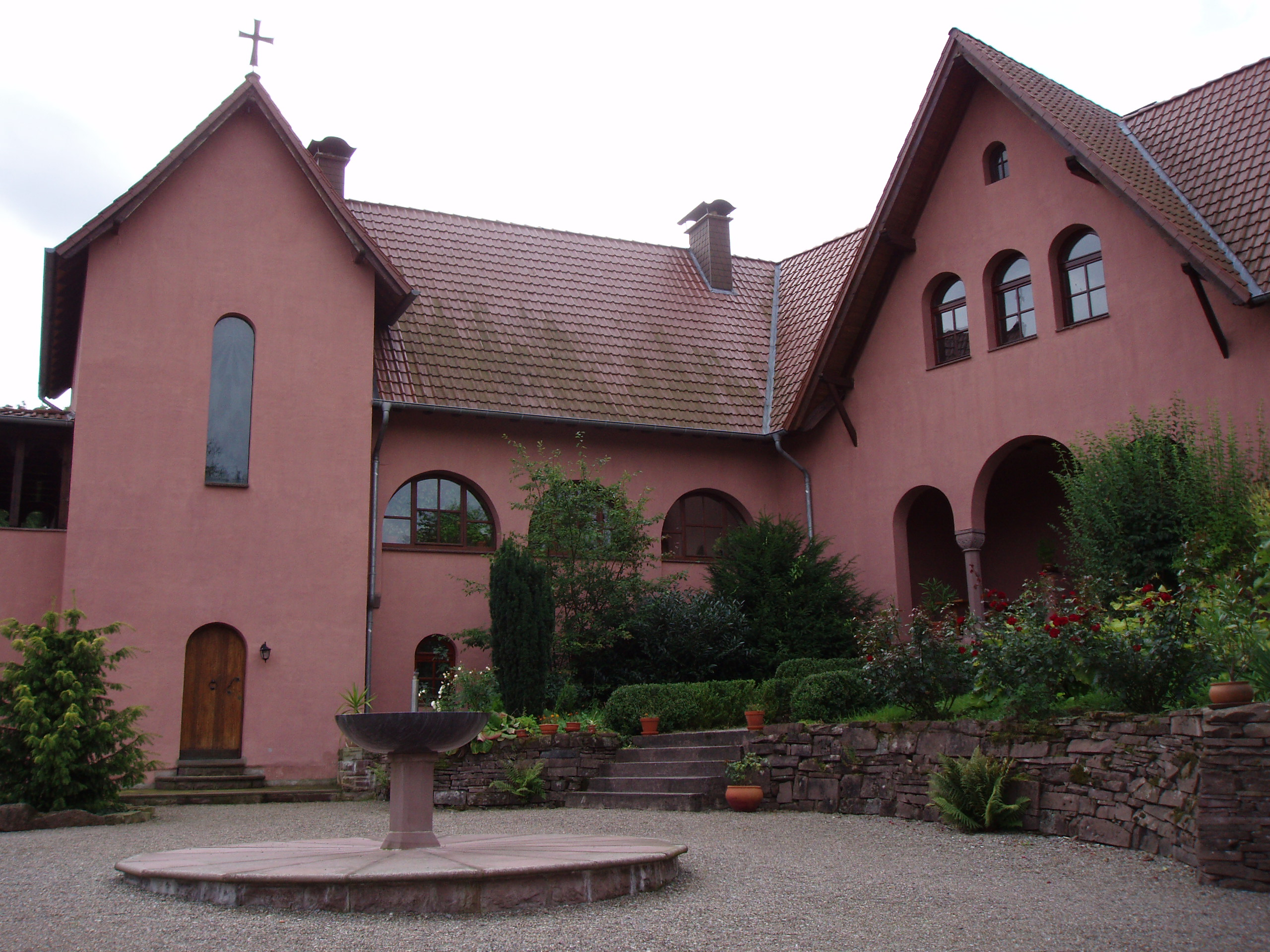
Orthodoxes Dreifaltigkeitskloster Buchhagen

### Eingemeindungen
Am 1. Januar 1973 wurden die Gemeinden Buchhagen, Kemnade, Linse und Rühle eingegliedert.

### Einwohnerentwicklung
- 1860: 1300 Einwohner
- 1933: 1840 Einwohner

Einwohnerentwicklung von Bodenwerder von 1860 bis 2016. Untere Kurve: Einwohnerzahl für den Gebietsstand vor den Eingemeindungen; obere Kurve: Einwohnerzahlen für den aktuellen Gebietsstand

- 1961: 3235 Einwohner (am Tag der Volkszählung, dem 6. Juni; mit den später eingemeindeten Orten: 5761 Einwohner)[2]
- 1970: 3464 Einwohner (am Tag der Volkszählung, dem 27. Mai; mit den später eingemeindeten Orten: 5898 Einwohner)[2]
- 1973: 5967 Einwohner (am Tag der Eingemeindungen, dem 1. Januar)
- 1987: 6029 Einwohner (am Tag der Volkszählung, dem 25. Mai)
- 1996: 6450 Einwohner
- 2002: 6308 Einwohner
- 2005: 6089 Einwohner
- 2007: 5875 Einwohner[3]
- 2008: 5762 Einwohner
- 2009: 5646 Einwohner
- 2010: 5582 Einwohner
- 2011: 5701 Einwohner
- 2012: 5707 Einwohner
- 2013: 5621 Einwohner
- 2014: 5634 Einwohner
- 2015: 5597 Einwohner
- 2016: 5547 Einwohner
- 2017: 5562 Einwohner

## Politik

### Rat
Der Rat der Stadt Bodenwerder besteht aus 17 Mitgliedern. Aus dem Ergebnis der Kommunalwahl 2021 ergab sich folgende Sitzverteilung:
| Rat der Stadt Bodenwerder 2021Insgesamt 17 Sitze - SPD: 8 - FDP: 1 - UWG: 1 - CDU: 7 |

### Bürgermeister
seit 2021 Friedrich-Wilhelm Dornette (SPD)
- 2016–2021 Friedrich Wilhelm Schmidt (CDU)

- 2012–2016 Elke Perdacher (SPD)
- 2009–2012 Friedrich-Wilhelm Schmidt (CDU)
- 2006–2008 Karl-Gerhard Sievers (SPD)
- 1996–2006 Hartmut Schüler (CDU)
- 1981–1996: Karl-Gerhard Sievers (SPD)
- 1957–?: Fritz Sagebiel (SPD)
- 1874–1885: A. Quentin
- 1867–1873: Cuno von Schulzen

## Kultur und Sehenswürdigkeiten

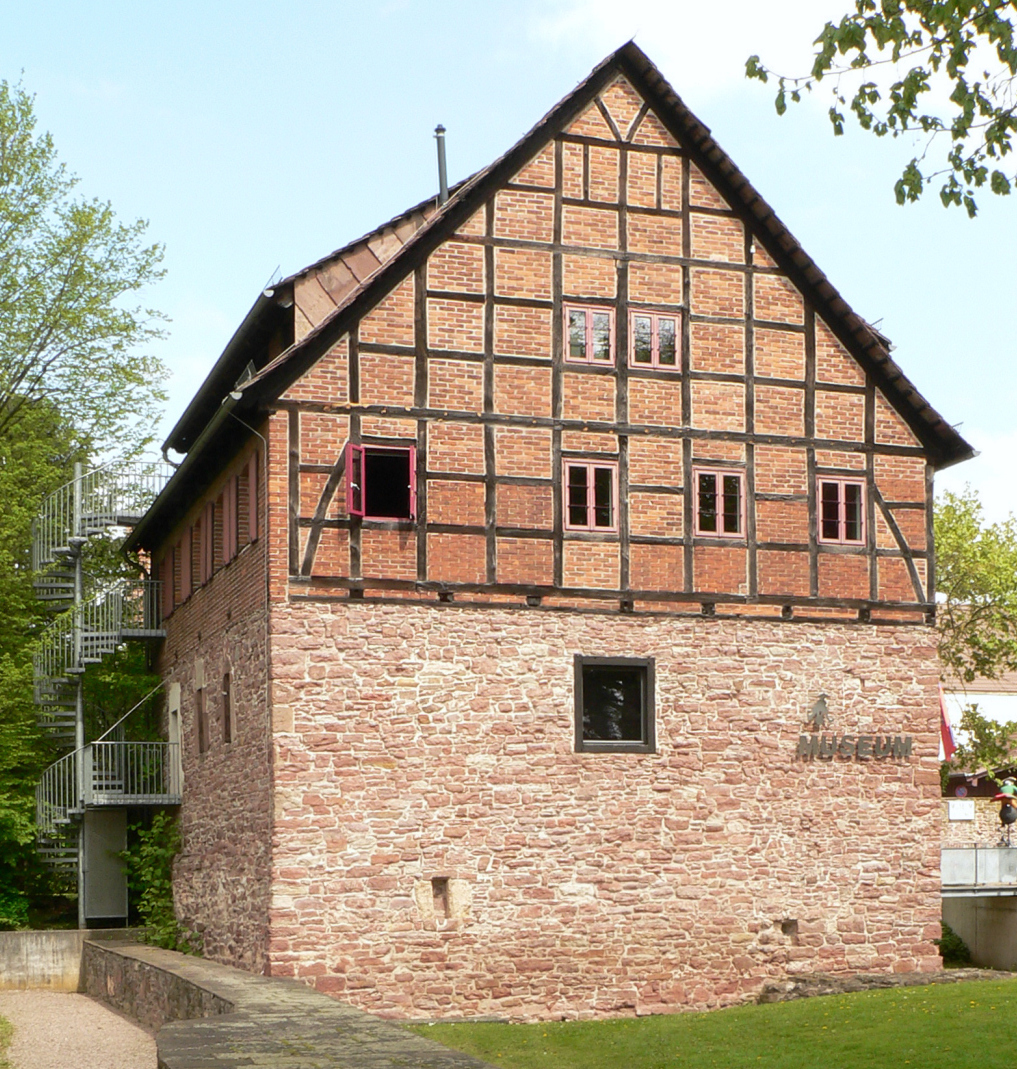
Schulenburg mit Münchhausenmuseum

### Bauwerke

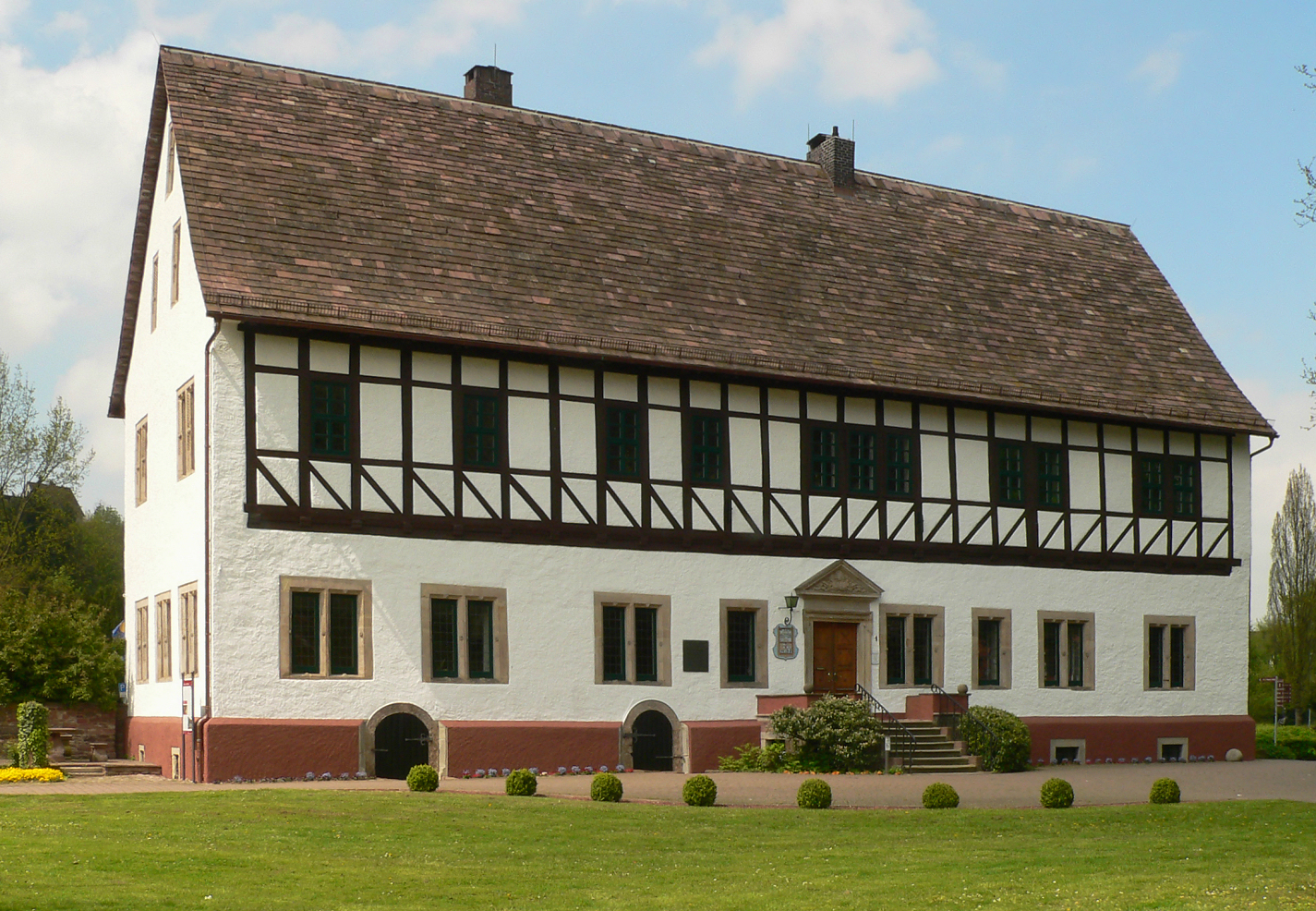
Schloss Münchhausen, ein früheres Herrenhaus, heute Rathaus

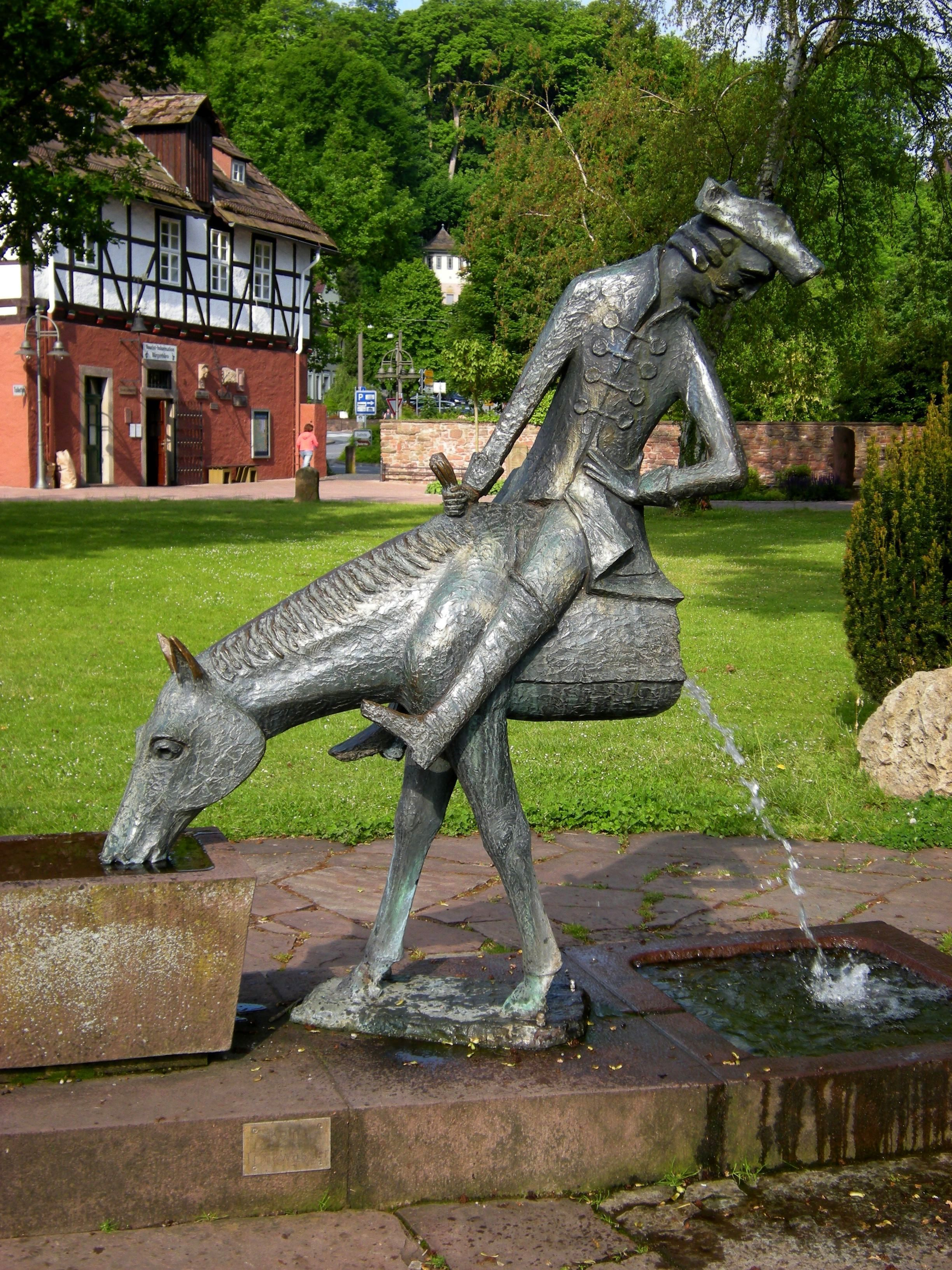
Münchhausen-Brunnen am Münchhausenmuseum

- Schloss Münchhausen, früheres Herrenhaus des Gutshofes der Familie von Münchhausen und Geburtshaus des als Lügenbaron bekannt gewordenen Hieronymus von Münchhausen
- Schulenburg, ein steinerner Wohnturm aus der Zeit um 1300 auf dem Gutshof der Familie von Münchhausen
- Reste der mittelalterlichen Stadtbefestigung (Bastion und Torturm)
- Romanische Klosterkirche St. Marien im Ortsteil Kemnade
- Wehrkapelle gegenüber der Klosterkirche
- Kapelle St. Gertrudis (Galerie Corvinus)
- Stadtkirche St. Nicolai
- Bismarckturm, ein 13 m hoher denkmalgeschützter[5] Aussichtsturm auf dem Eckberg (errichtet 1913, eingeweiht am 21. September 1913)[6]

### Museum
- Münchhausenmuseum in der Schulenburg

### Regelmäßige Veranstaltungen
- Kirschblütenfest in der Rühler Schweiz (April)
- Verleihung des Münchhausen-Preises (September)
- Münchhausen-Spiel am Rathaus (jeden ersten Sonntag von Mai bis Oktober)
- Münchhausen-Musical (jeden zweiten und vierten Sonntag von Mai bis September)
- Lichterfest an der Weser mit dem größten Höhenfeuerwerk Norddeutschlands (zweiter Samstag im August)
- Schlossparkbeleuchtung im Hehlener Schloss (alle zwei Jahre im August)
- StadtSpieleFest an der Promenade (dritter Sonntag im August)
- Tag des offenen Denkmals (September)
- Adventskonzert der Chöre in der Klosterkirche Kemnade (Dezember)
- Sterntalermarkt (Dezember)
- Kulturzentrum KulturMühle
- Konzerte der Kantorei Bodenwerder

### Ausflugsziele
- Sommerrodelbahn Bodenwerder (inkl. Minigolf und Billardgolf)
- Hallenbad an der Oberschule Bodenwerder
- Anleger der Weserflotte
- Weserpromenade

## Wirtschaft und Infrastruktur

### Verkehr
Straßenverkehr
Bodenwerder liegt an den Bundesstraßen 83 und 240 und an der Landesstraße 587 sowie am Weserradweg.
Schienenverkehr
Am 9. Oktober 1900 wurde die Bahnstrecke Vorwohle–Bodenwerder–Emmerthal mit den Bahnhöfen Buchhagen, Bodenwerder-Linse und Bodenwerder-Kemnade eröffnet. Seit 1982 ist der Personenverkehr eingestellt.

### Unternehmen
- Niederlassung der Saint-Gobain Rigips GmbH

### Öffentliche Einrichtungen
- Wertstoffsammelplatz der Abfallwirtschaft des Landkreises Holzminden in Kemnade (seit 1991)
- Die Freiwillige Feuerwehr Bodenwerder sorgt für den Brandschutz und die allgemeine Hilfe.

### Bildung
- städtischer Kindergarten
- evangelischer Kindergarten
- Grundschule Bodenwerder
- Oberschule Bodenwerder
- Münchhausenschule – Förderschule mit dem Schwerpunkt Lernen

## Persönlichkeiten
Ehrenbürger
- Louis Adolf Heinrich Knopf (1832–1919), Arzt und Geheimer Sanitätsrat

Söhne und Töchter der Stadt
- Johann Bernhard Friese (1643–1726), Rechtswissenschaftler
- Christian Heinrich Behm (1662–1740), Konsistorialrat, Abt im Kloster Amelungsborn
- Karl Friedrich Hieronymus Freiherr von Münchhausen (1720–1797), bekannt als Baron Münchhausen, der durch seine Lügengeschichten, z. B. den Ritt auf der Kanonenkugel, berühmt wurde
- Julius Scharlach (1842–1908), Rechtsanwalt und Kolonialunternehmer
- Johannes Körting (1856–1952), Ingenieur
- Hermann August von Münchhausen (1856–1922), Gutsbesitzer und Pferdezüchter
- Wilhelm Beye (1881–1960), Landwirt, Politiker (DVP), Mitglied des Braunschweigischen Landtages 1927–1930
- Ernst Katzenstein (1897–1989), Rechtsanwalt
- Erich Hansmann (1920–1989), deutscher Politiker (SPD), Mitglied des Niedersächsischen Landtages 1959–1965
- Willi Waike (1938–2024), deutscher Politiker (SPD), Mitglied des Niedersächsischen Landtages 1982–1994, niedersächsischer Finanzminister 1996–1998
- Friedrich Buttler (* 1941), Ökonom
- Jonatan Briel (1942–1988), Filmregisseur und Drehbuchautor, gründete 1962 das Jugendfilmstudio Holzminden
- Klaus Ritterbusch (* 1947), Maler und Fotograf
- Wolfgang-Uwe Friedrich (1952–2023), Präsident der Universität Hildesheim

Weitere Persönlichkeiten, die mit der Stadt in Verbindung stehen
- Jacobine von Dunten (1726–1790), Ehefrau des Baron Münchhausen
- Werner Lämmerhirt (1949–2016), Gitarrist; lebte zuletzt und starb in Bodenwerder
- Oliver Sauerland (* 1974), wuchs in Bodenwerder auf, Inhaber eines Plattenlabels in Hannover

## Sonstiges
Die Landschaft um Bodenwerder ist Schauplatz von Wilhelm Raabes Roman Alte Nester von 1881.